# CDMA Ukraine
CDMA UKRAINE — оператор мобильной связи на Украине. Предоставлял услуги мобильной связи в стандарте CDMA в диапазоне частот 800 МГц. В 2012—2013 годах номерной ресурс и частоты переданы «Интертелекому», лицензия аннулирована, а компания ликвидирована.

## Общие сведения
Оператор предоставлял услуги сотовой связи в стандарте CDMA и беспроводного 3G-интернета. В сети использовались технологии 1x, EV-DO Rev.А и EV-DO Rev.0. Скорость загрузки данных — до 3,1 Мбит/сек.

## Состав акционеров
Торговая марка CDMA UKRAINE принадлежит СП ООО Интернешенел Телекомьюникешен Компани (ИТК)

## Статистическая информация

### Территория покрытия сети
Национальное покрытие CDMA UKRAINE охватывало все регионы Украины. Мобильный 3G-интернет был доступен в Киевской, Львовской, Харьковской, Житомирской, Хмельницкой, Волынской, Ровенской, Закарпатской, Тернопольской, Черниговской, Николаевской, Херсонской и Черкасской областях, а также в Севастополе.

### Количество абонентов
По состоянию на 1 августа 2012 года оператор обслуживал 382 тысячи абонентов в своей сети.

## История компании
22 апреля 1996 года — Компания International Telecommunication Company (ITC) зарегистрирована в Киеве с целью строительства сети сотовой связи на Украине.
1996 год — Компания становится совместным украино-американским предприятием в форме общества с ограниченной ответственностью (СП ООО «ИТК») и финансирует государственные научно-исследовательские работы по освобождению спектра частот для стандарта сотовой связи CDMA
1997 год ― Компания получила необходимые лицензии на центральную и северную часть Украины: г. Киев, Киевскую, Черниговскую, Житомирскую и Винницкую области.
2000—2001 гг. ― Компания ITC завершает начальный этап строительства телекоммуникационной сети в Киеве из 5 базовых станций. Ведётся строительство инфраструктуры сети, строятся офисные и технические помещения.
Март 2001 года — Завершена установка первой базовой станции сети CDMA Ukraine на здании главного офиса ITC, по ул. Пушиной.
20 апреля 2001 года — ITC запускает сеть цифровой сотовой связи стандарта CDMA в Киеве под торговой маркой CDMA Ukraine. Начинается предоставление полного комплекса телекоммуникационных услуг: прямой городской номер, возможность передавать и принимать факсимильные сообщения с помощью сотового телефона. Запущена услуга передачи данных со скоростью 14,4 кбит/с.
Март 2002 года — Открытие первого филиала СDMA Ukraine в Чернигове.
2002—2004 гг. — По инициативе компании ITC создается «Ассоциация операторов CDMA Украины» с целью защиты прав СDMA-операторов и их клиентов.
2004 год ― Сеть CDMA Ukraine технически вступила в начальную фазу третьего поколения сотовых систем связи стандарта CDMA2000-1х, что дало возможность увеличить скорость передачи данных и доступа в Интернет в 10 раз до 144 кбит/с.
2005 год — Компания ITC (ТМ CDMA Ukraine) получает необходимые ресурсы и возможности для роста и расширения географии покрытия: лицензии на развитие сети в 12 регионах Украины; выделение номерной ёмкости, необходимой для подключения абонентов и сертификацию сотовых аппаратов. Сеть запускается в Севастополе, Полтавской, Львовской, Винницкой, Житомирской, Черкасской, Херсонской и Николаевской областях.
Июль 2008 года — компания ITC приобретает одного из своих конкурентов — компанию «Велтон. Телеком» (после приобретения — «Восток Телеком»).
Декабрь 2008 года — запуск услуги мобильного 3G-интернета по технологии EVDO (до 3,1 Мбит/с) в Киеве
2009 год — Расширение действующего покрытия, услуги CDMA Ukraine доступны во всех регионах Украины. Запущена услуга мобильного интернета на основе предоплаты.
2010 год — Активное развитие услуг мобильного 3G-интернета, расширения зоны действия EVDO, услуги 3G предоставляются в десяти регионах. В январе подключены Винница, Николаев, Севастополь, Чернигов и Черкассы.
Ноябрь 2012 года — CDMA Ukraine прекращает оказание телекоммуникационных услуг.
8 августа 2013 года решением Хозяйственного суда Волынской области компания ITC признана банкротом и начата процедура ликвидации.

## Руководство компании
| Имя             | Должность                                                 |
| --------------- | --------------------------------------------------------- |
| Борис Данилов   | Генеральный директор                                      |
| Сергей Романько | Заместитель генерального директора — директор технический |
| Бай Владимир    | Финансово-административный директор                       |
| Андрей Хоменко  | Директор по маркетингу и продажам                         |
| Елена Ипатова   | Руководитель службы управления персоналом                 |

## Внешние ссылки
- Официальный сайт оператора CDMA UKRAINE